# Götheborgska nyheter

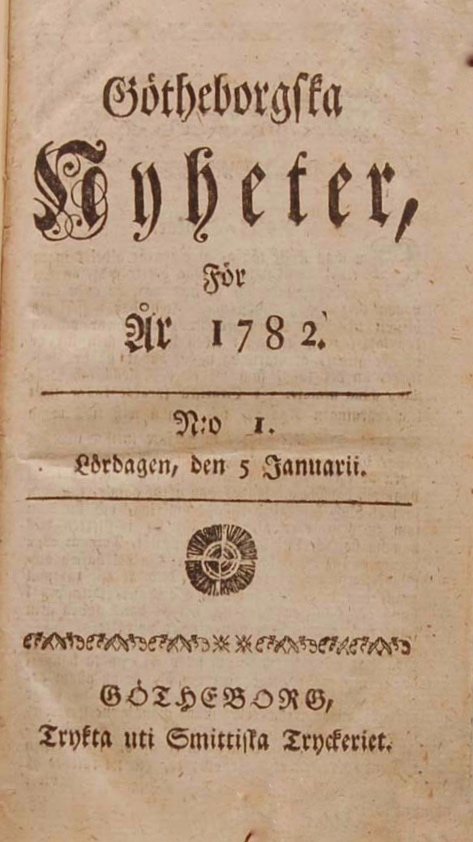
Förstasidan av Götheborgska nyheter, utgiven lördagen den 5 januari 1782, bara några månader innan dess grundare Immanuel Smitt avled.

Götheborgska Nyheter var en dagstidning som började ges ut i Göteborg 1765 av boktryckaren Immanuel Smitt. I mars 1781 togs utgivningen över av hans son Matthias Peter Smitt men denne dog i september samma år då istället Immanuel Smitts dotter, Maria Christina Smitt övertog boktryckeriet och drev tidningen till dess att hon gifte sig med Samuel Norberg, mindre än ett halvår senare, i mars 1782.  Maria Christina dog året därpå, 38 år gammal. Den 6 april 1793 bytte tidningen namn till Götheborgs Nyheter. I slutet av 1790-talet och början av 1800-talet var magister Vincent Emanuel Ritterberg från Tyska församlingen tidningens redaktör. Norberg fortsatte att ge ut Götheborgs Nyheter fram till sin död i februari 1843. Efter Norbergs död gavs tidningen ut av Anders Weström fram till den 30 december 1848 då tidningen lades ned för gott.